# Nowoiwanowka (rejon głuszkowski)
Nowoiwanowka (ros. Новоивановка) – osiedle typu wiejskiego w zachodniej Rosji, w sielsowiecie kulbakińskim rejonu głuszkowskiego w obwodzie kurskim.

## Geografia
Miejscowość położona jest nad rzeką Mużica, 1,5 km od centrum administracyjnego sielsowietu kulbakińskiego (Kulbaki), 14 km od centrum administracyjnego rejonu (Głuszkowo), 111 km od Kurska.

## Demografia
W 2010 r. miejscowość zamieszkiwało 209 osób.